# SATIR
SATIR steht als Akronym für System zur Auswertung taktischer Informationen auf Rechnerschiffen und bezeichnet den Eigennamen eines Führungssystems der Deutschen Marine.

## Geschichte

### SATIR I/ II
SATIR wurde ursprünglich als System zur Auswertung taktischer Informationen auf Raketenzerstörern für die 1969 von den USA gekauften Lenkwaffenzerstörer der Lütjens-Klasse entwickelt.
Es handelte sich um das erste Führungssystem auf deutschen Marineschiffen, und mit zwei Rechnern UNIVAC USQ 20 B ebenfalls weltweit um das erste, das auf einem Zerstörer zum Einsatz kam. Die US Navy verwendete das sehr ähnliche Naval Tactical Data System (NTDS) erst auf den deutlich größeren Kreuzern und Flugzeugträgern. 
Das Führungs- und Waffeneinsatzsystem SATIR integrierte zunächst eine manuelle Radar- und Sonarzielverfolgung sowie den Datenfunk Link 11. Weitere Systemfähigkeiten kamen im Verlauf diverser Hardwareerweiterungen (u. a. Umrüstung auf Z103A bzw. B) hinzu.
Entwickelt wurde das System ab 1965 unter Anleitung und Unterstützung der US Navy und der amerikanischen Unternehmen durch das eigens dafür aufgestellte Kommando Marineführungssysteme (KdoMFüSys) in Wilhelmshaven.

### SATIR F122
Die ab 1982 in Dienst gestellte Fregatten der Bremen-Klasse waren bereits mit einer verbesserten SATIR-Version ausgestattet. Basierend auf einem Zentralrechner AN/UYK-7 verfügte das System erstmals über eine vollständige Integration der Waffensysteme, der EloKa-Anlage sowie zwei unabhängig voneinander arbeitende Link 11-Kanäle mit rudimentärer Routing-Funktion.
Im Rahmen der Konsolidierung des SATIR-Programmes wurde Mitte der 90er Jahre der Rechner gegen einen AN/UYK-43 ausgewechselt, sowie das Betriebssystem sowie viele Softwarefunktionen vom moderneren SATIR F123 (siehe unten) übernommen.

### SATIR F123
Höhepunkt und Abschluss der SATIR-Entwicklung stellt das 1994 auf der Fregatte Brandenburg (Brandenburg-Klasse) in Dienst gestellte SATIR F123 dar. Es handelt sich nach wie vor um einen Zentralrechner, diesmal der AN/UYK-43 mit gegenüber dem AN/UYK-7 verbesserten Leistungsdaten, moderneren Konsolen sowie leistungsfähigeren Waffensystemen. Im Rahmen der Weiterentwicklung wurde der Rechner auch mit Netzwerkkomponenten ausgerüstet.

## Technik
SATIR ist ausschließlich für die Verwendung auf militärischen Computern der Baureihen AN/UYK-7 (bis einschließlich SATIR F122 vor der Umrüstung) und AN/UYK-43 (F123 sowie F122 nach der Umrüstung) konzipiert.
SATIR verfügt über eine monolithische Softwarearchitektur mit integralem Betriebssystem (SDEX/7 für den UYK-7 bzw. 43RSS für den UYK-43), einer Zwischenschicht mit Treibern („Gerätesteuerprogramm“) und diversen, z. T. einzeln ladbaren Modulen der eigentlichen Applikation.
Die Programmierung erfolgt mittels CMS-2, einer für die US Navy entwickelten prozeduralen Programmiersprache, in Einzelfällen auch in der nativen Assemblersprache ULTRA-32.

## Einsatz
Das SATIR System wird von einem bundeswehreigenen Behördenteam selbst gepflegt, dazu stellten das Kommando Marineführungssysteme sowie eine Außenstelle des Bundesamtes für Wehrtechnik und Beschaffung (BWB) Programmierpersonal ab.
Aufgrund des Alters der Komponenten ist das SATIR-System nur noch sehr aufwändig pflegbar. Ab 2013 soll auf den Fregatten des Typs F123 das SATIR durch ein modernisiertes Führungssystem von Thales abgelöst werden (SABRINA 21 (System zur Auswertung und Bearbeitung von Realzeitdaten in Netzwerk-Architekturen des 21. Jahrhunderts), Prototyp auf der Fregatte Mecklenburg-Vorpommern).